# Kuding Cha
 (février 2024).
La mise en forme du texte ne suit pas les recommandations de Wikipédia : il faut le « wikifier ».
Les points d'amélioration suivants sont les cas les plus fréquents. Le détail des points à revoir est peut-être précisé sur la page de discussion.
- Les titres sont pré-formatés par le logiciel. Ils ne sont ni en capitales, ni en gras.
- Le texte ne doit pas être écrit en capitales (les noms de famille non plus), ni en gras, ni en italique, ni en « petit »…
- Le gras n'est utilisé que pour surligner le titre de l'article dans l'introduction, une seule fois.
- L'italique est rarement utilisé : mots en langue étrangère, titres d'œuvres, noms de bateaux, etc.
- Les citations ne sont pas en italique mais en corps de texte normal. Elles sont entourées par des guillemets français : « et ».
- Les listes à puces sont à éviter, des paragraphes rédigés étant largement préférés. Les tableaux sont à réserver à la présentation de données structurées (résultats, etc.).
- Les appels de note de bas de page (petits chiffres en exposant, introduits par l'outil «  Source ») sont à placer entre la fin de phrase et le point final[comme ça].
- Les liens internes (vers d'autres articles de Wikipédia) sont à choisir avec parcimonie. Créez des liens vers des articles approfondissant le sujet. Les termes génériques sans rapport avec le sujet sont à éviter, ainsi que les répétitions de liens vers un même terme.
- Les liens externes sont à placer uniquement dans une section « Liens externes », à la fin de l'article. Ces liens sont à choisir avec parcimonie suivant les règles définies. Si un lien sert de source à l'article, son insertion dans le texte est à faire par les notes de bas de page.
- La présentation des références doit suivre les conventions bibliographiques. Il est recommandé d'utiliser les modèles {{Ouvrage}}, {{Chapitre}}, {{Article}}, {{Lien web}} et/ou {{Bibliographie}}. Le mode d'édition visuel peut mettre en forme automatiquement les références.
- Insérer une infobox (cadre d'informations à droite) n'est pas obligatoire pour parachever la mise en page.

Pour une aide détaillée, merci de consulter Aide:Wikification.
Si vous pensez que ces points ont été résolus, vous pouvez retirer ce bandeau et améliorer la mise en forme d'un autre article.

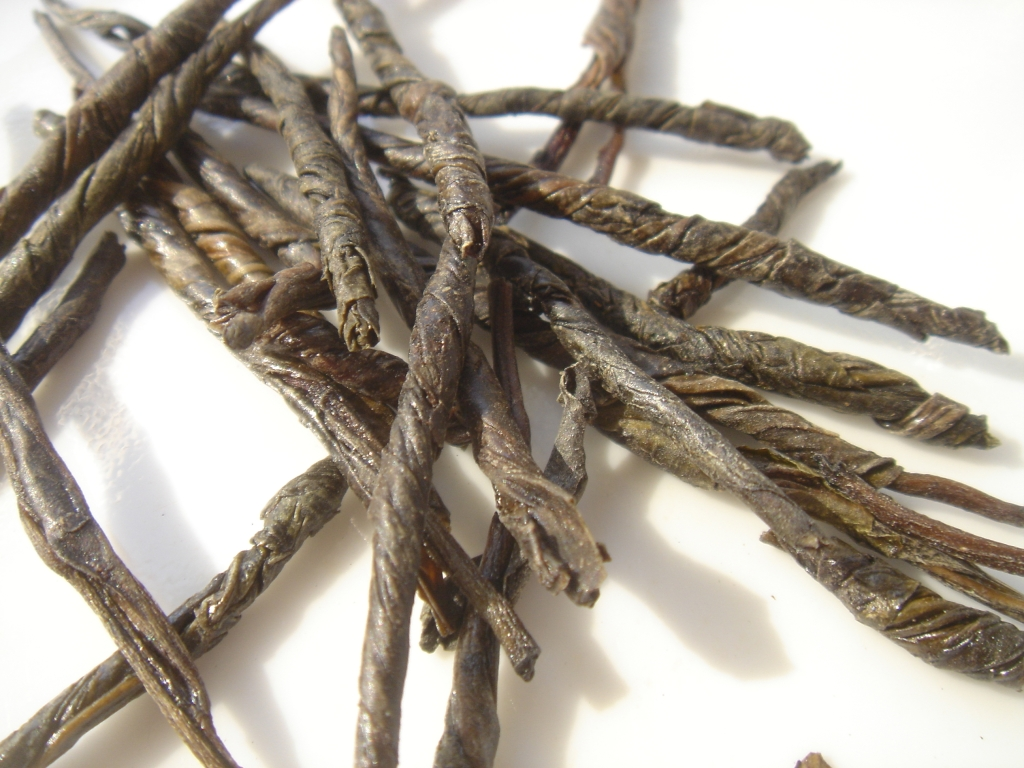
Feuilles de kuding roulées prêtes à être infusées (Ilex kaushue)

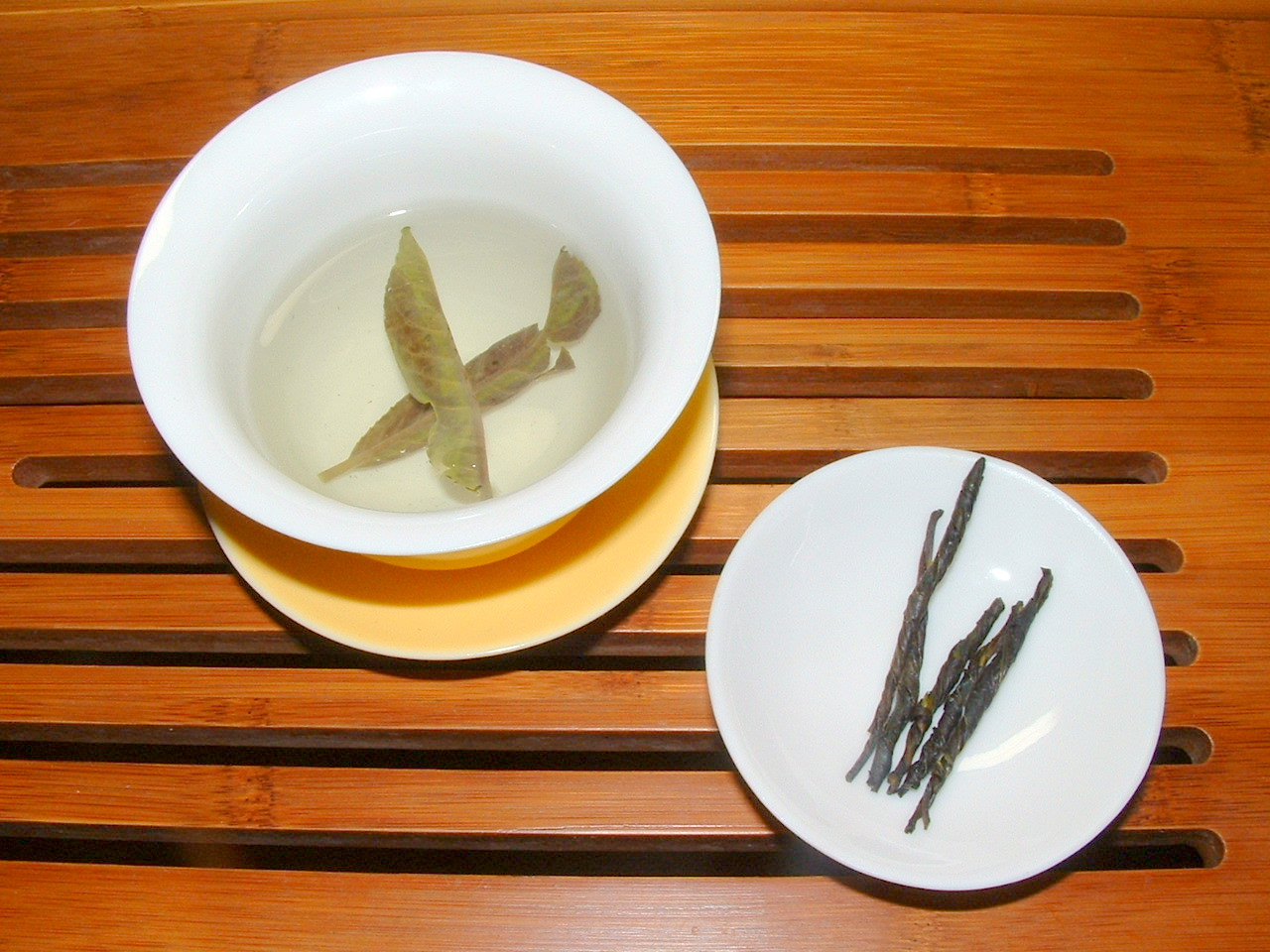
Kuding Ilex Kaushue, "一葉茶一叶茶

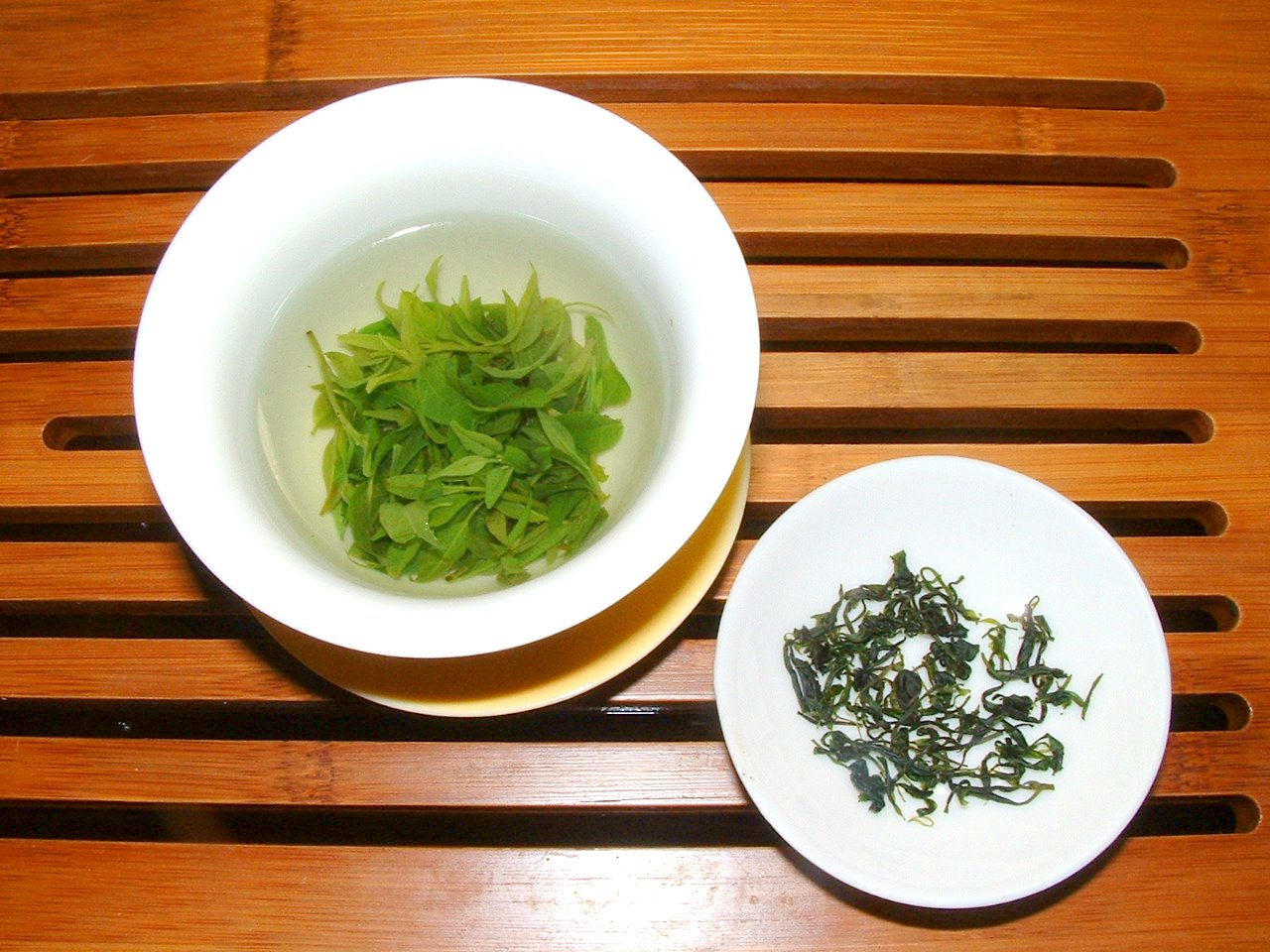
Kuding Ligustrum Robustum, "靑山綠水" (青山绿水)

Kuding (chinois : 苦丁茶 ; prononcé [kʰù .ti ́ ŋ ʈʂʰa ̌ ]) est une infusion chinoise au goût particulièrement amer dérivée de plusieurs espèces végétales, en raison de leur apparence similaire. Les deux plantes les plus couramment utilisées pour fabriquer du kuding sont le Troène Robuste, Ligustrum Robustum, appelé aussi troène de Ceylan, et l'espèce de houx Ilex Kaushue (synonyme : Ilex kudingcha).La première est plus couramment cultivée au Sichuan et au Japon, tandis que la seconde est cultivée et utilisée dans le reste de la Chine. Le thé produit à partir de Ligustrum ou de la plupart des espèces d' Ilex ne contient pas de caféine. Cependant celui produit avec Ilex paraguariensis, la source du maté bu en Amérique du Sud, en contient,,.

## Chimie
Les triterpènes et leurs glycosides (deux sortes de saponines) sont contenus comme composants amers, et une variété d'entre eux ont été isolés à partir des plantes utilisées pour faire du kuding, comme l'acide ursolique, le pentène, le lupéol, le taraxerol et l'uvaol,. De plus, le β-Sitostérol, un phytostérol, a été identifié.
Les catéchines seraient moins abondantes que dans le thé vert (environ 1,7 %), tandis que la rutoside serait plus abondante (environ 0,4 %). De plus, le kuding contiendrait plus de zinc, de manganèse, de cuivre et de sélénium, et moins d'acides aminés et d'acide ascorbique que le thé vert.
Les propriétés médicinales traditionnelles chinoises associées au kuding cha incluent sa capacité à faire baisser la fièvre, à soulager, décongestionner la tête et les yeux et à éliminer les toxines. Il est ainsi utilisé pour le rhume, la rhinite, les démangeaisons oculaires, les yeux rouges et les maux de tête. On dit également qu'il calme l'agitation et apaise la soif, surtout lorsqu'on atteint d'une maladie qui provoque de la fièvre ou une diarrhée sévère. Diminuant les mucosités et soulageant la toux, il est utilisé dans le traitement des bronchites. Enfin, on dit qu’il stimule le transit, protégeant le foie à faibles doses, aidant à la digestion, et améliore la concentration mentale et la mémoire.
Certaines recherches peuvent suggérer que l'herbe dérivée de l'Ilex ou du Ligustrum favorise la circulation sanguine, abaisse la tension artérielle et abaisse les lipides sanguins, y compris le cholestérol. Il contribue ainsi à traiter les désordres métaboliques. Il a la réputation de prévenir la détérioration des fonctions cardiaques et cérébrales et de maintenir un poids corporel adéquat. Il a également été constaté que le Kuding à base de L. Robustum a des effets antioxydants similaires à ceux du thé en plus de propriétés anti-inflammatoires supplémentaires. Enfin, il permet l'apoptose de cellules cancéreuses bucales, montrant des résultats in vivo et in vitro.

## Voir également
- Yerba mate ou Ilex paraguariensis - Une espèce de houx qui contient également de la caféine et est couramment utilisée pour fabriquer du maté au Paraguay, en Uruguay, en Argentine et au Brésil.
- Ilex guayusa - également connu sous le nom de "guayusa", est un arbre amazonien, originaire de la forêt amazonienne équatorienne.
- Ilex vomitoria - "Yaupon Holly", une plante contenant de la caféine d'Amérique du Nord.
- Thé vert